# 曹立强
曹立强（1966年5月—），男，汉族，籍贯江苏盐城，中华人民共和国政治人物，中国共产党党员，第十三届全国人民代表大会上海地区代表。

## 生平
曾在楊浦區任職，後來擔任闸北区副区长，闸北区委常委等职。2013年出任虹口区委副书记，区政府副区长、区长。2017年出任普陀区委书记。2018年2月24日，当选为第十三届全国人大代表。2021年出任徐汇区委书记。
2022年6月11日，曹立強因华亭宾馆集中隔离点問題被批评并作出书面检查。